# 巴斯蒂亚区
巴斯蒂亚区（法語：arrondissement de Bastia）是法国科西嘉大区上科西嘉省的一个区。总面积473.8平方公里，总人口91168，人口密度192人/平方公里（2018年）。主要城镇为巴斯蒂亚。

## 辖区
巴斯蒂亚区辖有27个市镇。